# Анне, Ипполит
Ипполит Анне (фр. Hippolyte Annex;14 ноября 1933, Пезенас —  21 февраля 2021, Монпелье) — французский профессиональный боксер, финалист чемпионата Европы по боксу 1955 года в полусреднем весе.

## Биография
Родился 14 февраля 1933 года в городе Пезенас, департамент Эро, Франция.
На чемпионате Европы по боксу 1955 года в Западном Берлине вышел в финал состязания, где уступил англичанину Николасу Гаргано.
Профессиональную карьеру начал 12 апреля 1959 года с победы над Чеславом Дудеком. Был чемпионом Франции в 1960—1963 годах. Всего на профессиональном ринге провел 37 поединков, одержал 28 побед, потерпел 19 поражений, из которых 3 — нокаутом. 19 сентября 1962 года в поединке за титул чемпиона Европы в полусреднем весе по версии EBU проиграл венгру Ласло Папп. Последний бой провел 16 июня 1963 года, проиграв титул чемпиона Франции в среднем весе Сулейману Диалло.